# Tablice rejestracyjne na Ukrainie

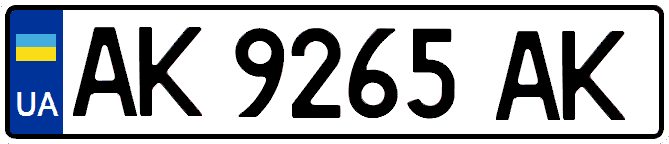
Samochodowa tablica jednorzędowa serii z 2015 roku

Ukraińskie tablice rejestracyjne obecnej serii są wydawane od 1 stycznia 2015 r. Od 2015 r. po lewej stronie tablicy znajduje się lekko zmodyfikowany euroband (zamiast gwiazdek Unii Europejskiej znajduje się na nim flaga państwowa).

## Współczesne tablice rejestracyjne z 2015 roku

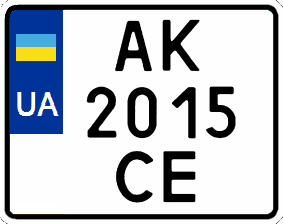
Motocyklowa tablica trójrzędowa z 2015 roku

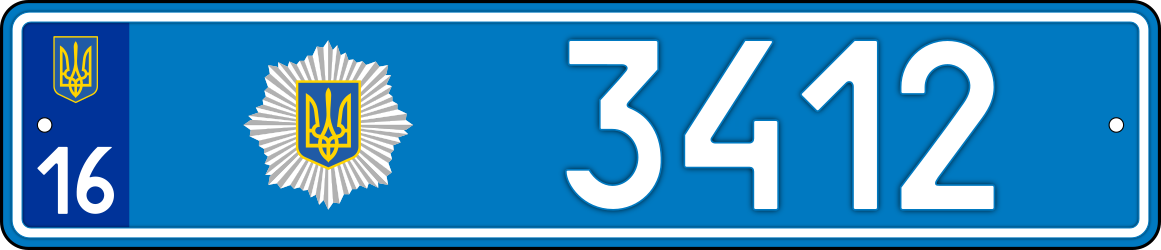
Tablica Ministerstwa Spraw Wewnętrznych (w tym Policji Narodowej) z 2015 roku

Tablice samochodowe charakteryzują się układem 2 litery, 4 cyfry i 2 litery. Pierwsze dwie litery określają obwód rejestracji pojazdu, a cyfry i ostatnie dwie litery są znakami seryjnymi. Do rejestracji pojazdów używa się tylko liter wspólnych dla alfabetu ukraińskiego i łacińskiego – A, B, C, E, H, I, K, M, O, P, T, X (z wyjątkiem następujących kombinacji: BP, CC). Tablice takie mają czarne znaki na białym tle z wyjątkiem pojazdów zbiorowego transportu (autobusy, busy), które zawierają czarne znaki na żółtym tle.
Tablice rozpoczynające się od liter II oznaczają pojazdy państwowe, którym nie przypisano miejsca rejestracji.
Tablice tranzytowe mają białe znaki na czerwonym tle i ich numer składa się z 4 cyfr i 2 liter poprzedzonych nalepką określającą datę ważności. Tablice tranzytowe nie mają kodu obwodu.
Tablice państwowe składają się z numerów z przedziału od 01 do 999 i wydawane są na pojazdy najwyższych urzędników w państwie. Po lewej stronie takiej tablicy widnieje herb a po prawej flaga Ukrainy. (czarne znaki na białym tle)
Tablice dyplomatyczne składają się z litery „D” i dwóch grup po 3 cyfry (łącznie 7 znaków), przy czym pierwsze trzy cyfry oznaczają państwo lub organizację międzynarodową (np. kod Polski to 014). Czarne znaki na białym tle.
Tablice motocyklowe i motorowerowe mają zakres numerów taki sam jak dla samochodów z tym, że są to tablice trzyrzędowe (1 rząd – 2 litery z kodem obwodu; 2 rząd – 4 cyfry; 3 rząd – 2 litery) – czarne znaki na białym tle. Istnieje też tranzytowy wariant powyższych tablic z czerwonym tłem, gdzie zamiast dwóch liter określających obwód umieszczono nalepkę z datą ważności tablicy.
Tablice indywidualne – dowolny napis (również znakami występującymi tylko w cyrylicy) do 8 symboli – czarne znaki na białym tle.
Tablice dla traktorów składają się z 5 znaków i 2 liter oznaczających obwód w poprzednich seriach tablic (p. poniżej), czarne znaki na białym tle.
Na tablicach samochodowych i motocyklowych również w ich wersji indywidualnej i tranzytowej, po lewej stronie znajduje się flaga ukraińska, gdzie na górnym niebieskim tle umieszczono herb tego państwa a na dolnym (żółtym) litery oznaczające ukraińskie pojazdy w komunikacji międzynarodowej – UA.
W 2015 wprowadzono niebieski pasek (Euroband bez gwiazdek) po lewej stronie z flagą Ukrainy oraz białe litery UA.

### Wyróżniki obwodów
- AX; KX – obwód charkowski
- BT; HT – obwód chersoński
- BX; HX – obwód chmielnicki
- CA; IA – obwód czerkaski
- CB; IB – obwód czernihowski
- CE; IE – obwód czerniowiecki
- AE; KE – obwód dniepropetrowski
- AH; KH – obwód doniecki
- AT; KT – obwód iwanofrankowski
- AI; KI – obwód kijowski
- AA; KA – miasto Kijów
- BA; HA – obwód kirowohradzki
- BC; HC – obwód lwowski
- BB; HB – obwód ługański
- BE; HE – obwód mikołajowski
- BH; HH – obwód odeski
- BI; HI – obwód połtawski
- AK; KK – Republika Autonomiczna Krymu
- BK; HK – obwód rówieński
- CH; IH – miasto Sewastopol
- BM; HM – obwód sumski
- BO; HO – obwód tarnopolski
- AB; KB – obwód winnicki
- AC; KC – obwód wołyński
- AO; KO – obwód zakarpacki
- AP; KP – obwód zaporoski
- AM; KM – obwód żytomierski

- II – pojazdy państwowe

## Tablice wydawane w latach ubiegłych

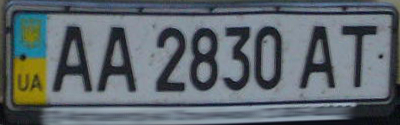
Tablica rejestracyjna serii z 2004 roku z Kijowa – „AA”

Po uzyskaniu niepodległości przez Ukrainę (1991) początkowo wydawano tablice według systemu odziedziczonego po Związku Radzieckim (z początku lat 80. XX wieku). Tablice tej serii posiadały jednak nowe wyróżniki obwodów, składające się z wymienionych powyżej liter wspólnych dla alfabetu łacińskiego i cyrylicy ukraińskiej oraz litery „Я”. Wyróżniki te uzyskano używając zestawów liter nieużywanych w ZSRR lub (w większości przypadków) poprzez użycie  litery „I” w wyróżniku obwodu – nieistniejącej w alfabecie rosyjskim i nieużywanej w czasach radzieckich. Tablice rejestracyjne składały się z litery, czterech cyfr i dwóch liter oznaczających obwód – dla pojazdów prywatnych; a dla pojazdów państwowych i służących do przewozów komercyjnych z czterech cyfr i trzech liter (pierwsze 2 oznaczały obwód). Omawiane tablice posiadały czarne znaki na białym tle.
W latach 1993–1994 używano nieco zmodyfikowanego wzoru tablicy poprzez dodanie, po lewej stronie, flagi Ukrainy i wyróżnika określającego to państwo – UA. 

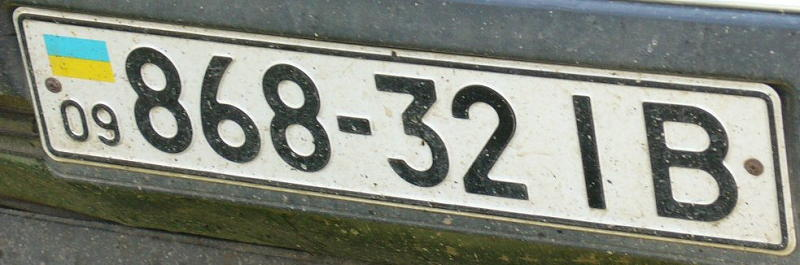
Tablica rejestracyjna serii z 1995 roku z obwodu iwanofrankiwskiego

Od roku 1995 wprowadzono „nowy” system rejestracji pojazdów. Numer składał się z 5 cyfr i 2 liter oznaczających obwód rejestracji (obwody posiadały od jednego do sześciu wyróżników). W użyciu znajdowało się tylko 12 liter wspólnych dla alfabetów ukraińskiego i łacińskiego. Na każdej tablicy, po jej lewej stronie pod flagą państwa widniał dwucyfrowy numer obwodu (niezależnie od dwuliterowego „właściwego” wyróżnika) zajmując miejsce używanego wcześniej wyróżnika państwa. Tablice z tej serii były wydawane do końca marca 2004 r. Od kwietnia 2004 r. stosowano obecny do dziś system rejestracji, jednak na tablicach samochodowych i motocyklowych również w ich wersji indywidualnej i tranzytowej, po lewej stronie znajdowała się flaga ukraińska, gdzie na górnym niebieskim tle umieszczono herb tego państwa a na dolnym (żółtym) litery oznaczające ukraińskie pojazdy w komunikacji międzynarodowej – UA.
| obwód                        | wyróżniki z okresu | wyróżniki z okresu | wyróżniki z okresu | wyróżniki z okresu     |
| obwód                        | USRR               | (1991)–1995        | 1995–2004          | 1995–2004              |
| obwód                        | USRR               | (1991)–1995        | nr obwodu          | wyróżniki obwodu       |
| ---------------------------- | ------------------ | ------------------ | ------------------ | ---------------------- |
| Obwód charkowski             | ХА, ХК             | ХА, ХІ, ХК         | 21                 | ХА, ХВ, ХК             |
| Obwód chersoński             | ХО                 | ХО, ХЯ             | 22                 | ХН, ХО                 |
| Obwód chmielnicki            | ХМ                 | ХМ, ТЯ             | 23                 | ХМ, ХІ                 |
| Obwód czerkaski              | ЧК                 | РК, РС, РІ         | 24                 | МА, МВ, МЕ             |
| Obwód czernihowski           | ЧН, ЧТ             | РМ, РХ             | 25                 | МК, ММ, МН             |
| Obwód czerniowiecki          | ЧВ                 | ІС, ІЕ             | 26                 | МО, МР, МС             |
| Obwód dniepropetrowski       | ДН, ДП             | ЯА, ЯС,ЯВ,АЕ       | 04                 | АА, АВ, АЕ, АК, АН     |
| Obwód doniecki               | ДО, ДЦ, СЛ         | ЯН, ЯМ, ЯІ, ЯО     | 05                 | ЕА, ЕВ, ЕК, ЕН, ЕО, ЕС |
| Obwód iwanofrankiwski        | ИФ, СЯ             | ІВ, ІА             | 09                 | ІВ, ІС                 |
| Obwód kijowski               | КХ                 | КХ, МІ             | 10                 | КК, КМ, КХ             |
| miasto Kijów                 | КИ, ХТ             | КІ, ХЕ, ХТ         | 11                 | КА, КВ, КЕ, КН, КІ     |
| Obwód kirowohradzki          | КД                 | ЕІ, ЕМ, ЕЯ         | 12                 | ОМ, ОН, ОС             |
| Republika Autonomiczna Krymu | КР                 | КР, МЯ, МХ         | 01                 | КО, КР, КТ             |
| Obwód lwowski                | ЛВ                 | ІН, ІІ             | 14                 | ТА, ТВ, ТН, ТС         |
| Obwód ługański               | ЛУ, ВГ             | АІ, АЯ             | 13                 | АМ, АО, АР, АТ, АХ     |
| Obwód mikołajowski           | НИ                 | НІ, НВ, НЯ         | 15                 | НК, НТ, НІ             |
| Obwód odeski                 | ОД                 | ОІ, ОЯ             | 16                 | ОА, ОВ, ОЕ, ОК         |
| Obwód połtawski              | ПО                 | ІХ, ІЯ             | 17                 | СК, СН, СС             |
| Obwód rówieński              | РВ                 | РВ, РН             | 18                 | РА, РВ, РО             |
| miasto Sewastopol            | ---                | ---                | 27                 | КС                     |
| Obwód sumski                 | СУ                 | СІ, СЯ, СР         | 19                 | СА, СВ, СЕ             |
| Obwód tarnopolski            | ТЕ                 | ТЕ, ТІ             | 20                 | ТЕ, ТК, ТІ             |
| Obwód winnicki               | ВИ                 | ВІ, ВХ             | 02                 | ВТ, ВХ, ВІ             |
| Obwód wołyński               | ВН                 | ВН, ВЯ             | 03                 | ВК, ВМ, ВО             |
| Obwód zakarpacki             | ЗА                 | ІК, ІМ             | 07                 | РЕ, РР, РТ             |
| Obwód zaporoski              | ЗП                 | ЯТ, ЯЯ, ЯХ, ІТ     | 08                 | НА, НЕ, НО, НР, НС     |
| Obwód żytomierski            | ЖЖ, ЖИ             | ІО, ІР             | 06                 | ВА, ВВ, ВЕ             |